# Middletown (Delaware)
Middletown é uma vila localizada no estado americano do Delaware, no condado de New Castle. Foi incorporada em 1861. Com pouco mais de 23 mil habitantes, de acordo com o censo nacional de 2020, é a quarta localidade mais populosa do estado, atrás de Wilmington, Dover e Newark.

## Geografia
De acordo com o Departamento do Censo dos Estados Unidos, a vila tem uma área de 32,7 km², dos quais 32,4 km² estão cobertos por terra e 0,3 km² (1,0%) por água.

### Localidades na vizinhança
O diagrama seguinte representa as localidades num raio de 24 km ao redor de Middletown.

## Demografia
Desde 1900, o crescimento populacional médio, a cada dez anos, é de 32,7%. Incorporações de terras recentes estimularam o crescimento de Middletown: ela é conhecida como a área de crescimento mais rápido em Delaware. Entre 2000 e 2010, a população da vila cresceu 206,3%. Muitos conjuntos habitacionais ricos cercam o centro da vila, especialmente ao norte, atraindo, entre outros, pessoas de Wilmington e até mesmo da Filadélfia.
Por esta razão, o comércio de Middletown se expandiu. Redes nacionais de varejo e de alimentos abriram lojas na área, com crescimento significativo ao longo da US 301. Um centro de atendimento da Amazon está localizado em Middletown. Esse crescimento é mais característico da expansão suburbana, uma diferença marcante dos padrões históricos de crescimento de Middletown.
Como resultado do rápido crescimento da área, Middletown estabeleceu sua própria força policial, o Departamento de Polícia de Middletown, em 2 de julho de 2007. O Departamento de Polícia começou oficialmente em 3 de outubro de 2007 com uma base de 20 policiais dos departamentos de polícia do Delaware.

### Censo 2020
Segundo o censo nacional de 2020, a sua população é de 23 192 habitantes e sua densidade populacional de 716,6 hab/km². Seu crescimento populacional na última década foi de 22,9%, bem acima do crescimento estadual de 10,2%.
Possui 8 399 residências que resulta em uma densidade de 259,5 residências/km² e um aumento de 23,1% em relação ao censo anterior. Deste total, 4,2% das unidades habitacionais estão desocupadas. A média de ocupação é de 2,9 pessoas por residência.
A renda familiar média é de 90 134 dólares e a taxa de emprego é de 60,6%.

## Marcos históricos
O Registro Nacional de Lugares Históricos lista 28 marcos históricos em Middletown. O primeiro marco foi designado em 5 de dezembro de 1972 e o mais recente em 1 de agosto de 1997, o Mayfield.

## Cultura
O filme Dead Poets Society, de 1989, estrelado por Robin Williams, foi filmado quase inteiramente nas dependências da St. Andrew's School. A cena do teatro foi filmada no The Everett Theatre na Main Street.
O episódio de The West Wing intitulado "Duas Catedrais" (# 44) foi parcialmente filmado na St. Andrew's School.